# Andréi Gorójov
Andréi Vladímirovich Gorójov –en ruso, Андрей Владимирович Горохов– (29 de junio de 1968) es un deportista ruso que compitió para la URSS en bobsleigh. Ganó una medalla de bronce en el Campeonato Europeo de Bobsleigh de 1990, en la prueba doble.

## Palmarés internacional
| Representando a la Unión Soviética |                |                   |        |
| Campeonato Europeo                 |                |                   |        |
| Año                                | Lugar          | Medalla           | Prueba |
| 1990                               | Igls (Austria) | Medalla de bronce | Doble  |